# Política energètica de la Unió Europea

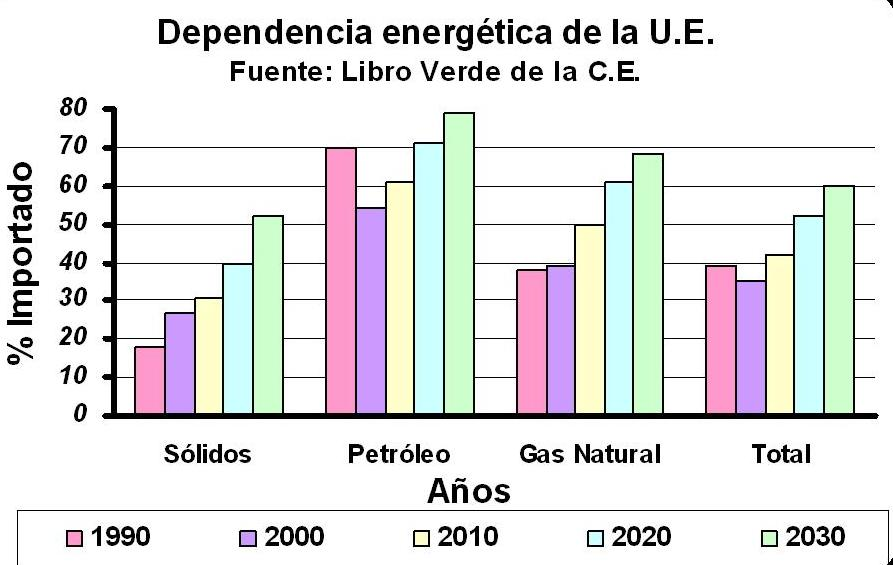
Dependència energètica de la UE

La política energètica de la UE pot definir-se com el conjunt d'actuacions que emanen de la Comissió, el Consell i el Parlament, recollides en els tractats i ratificades pels estats membres per actuar sobre la quantitat, el cost i la disponibilitat de les diferents fonts d'energia, amb una especial consideració a la preservació del medi ambient i la seguretat en l'abastament.
És fàcil advertir que, tot i estar a l'origen de la Unió, ha experimentat un cert retard en comparació amb altres àrees, en gran part a causa de la superposició d'interessos nacionals particularistes. Tanmateix en els últims anys, a partir de l'entrada en vigor del Tractat de Lisboa (2007), s'estan accelerant els plantejaments unitaris, potser impulsats per la constatació d'un fet físic: l'escassetat de fonts pròpies, que obligà a importar el 2010 més del 40% dels recursos utilitzats, amb una clara tendència a superar el 60% el 2030.

## Antecedents
Des dels seus orígens, la Unió Europea ha tingut l'energia al centre de la seva atenció. No s'ha d'oblidar que les primeres Comunitats Europees, embrió de l'actual Unió, foren:
- 1952: Tractat del Carbó i de l'Acer (Comunitat Europea del Carbó i de l'Acer)
- 1957: Tractat sobre Energia Nuclear (Euratom)

Aquest compromís energètic fou explícitament assenyalat en la declaració de Messina del 1955, el comunicat final de la qual afirmava:
Els ministres han convingut en els següents objectius: […] posar a disposició de les economies europees una energia més abundant i a un preu més baix...».

Percentatges d'energia renovable a la UE (2019)

Tot i aquests inicis tan prometedors, en els següents 30 anys amb prou feines s'aprofundí en la formulació d'una política energètica comuna. Tot i que la crisi del 1973 i el posterior repunt del 1978 evidenciaren la fragilitat d'Europa en l'aprovisionament de recursos, mostrant la necessitat de formular les línies mestres d'actuació solidària, no s'aconseguiren avenços significatius.
El Tractat de la Unió Europea no aconseguí crear un capítol propi per l'energia, tot i que el sector es menciona únicament en la relació d'objectius (article 3 U o antic article 3 T);. Els intents periòdics d'estendre la jurisdicció de la UE ensopegaren amb el rebuig de diversos estats membres, que consideraven l'energia "material estratègic". Aquesta visió nacionalista comptava amb el suport dels diferents models energètics de cada nació: tipus de mercat, composició de l'energia primària, fonts de subministrament, eficiència, etc.
,

Això no significa que no es fessin esforços, tot i que limitats, per establir les bases d'un mercat comú de l'energia liberalitzat, millora de l'eficiència en processos, vehicles i edificis, reducció de la dependència energètica, etc., com ho atesta l'abundant legislació promulgada.
Aquesta voluntat fou afavorida per la confluència entre política energètica i política mediambiental: paradoxalment, el medi ambient no era considerat estratègic per la majoria d'estats membres, per la qual cosa el Consell legislava atenent a una visió purament ecològica, tot i que sabia que les seves decisions afectarien profundament nombrosos aspectes energètics.
Una mostra (no exhaustiva) d'això són les següents decisions:
- La Directiva 88/609/CEE del Consell, de 24 de novembre del 1988, sobre limitació d'emissions a l'atmosfera de determinats agents contaminants procedents de grans instal·lacions de combustió.

Afecta la qualitat dels combustibles emprats
- Programa Auto-Oil. 1994 - 1997 Auto-Oil I; 2000 - 2005 Auto-Oil II

Modifica la qualitat dels carburants (contingut de sofre i benzè, volatilitat, etc.)
- Directiva 96/61/CE del Consell, de 24 de setembre del 1996, relativa a la prevenció i al control integrats de la contaminació.

Estableix l'obligatorietat d'emprar les "Millors Tecnologies Disponibles"

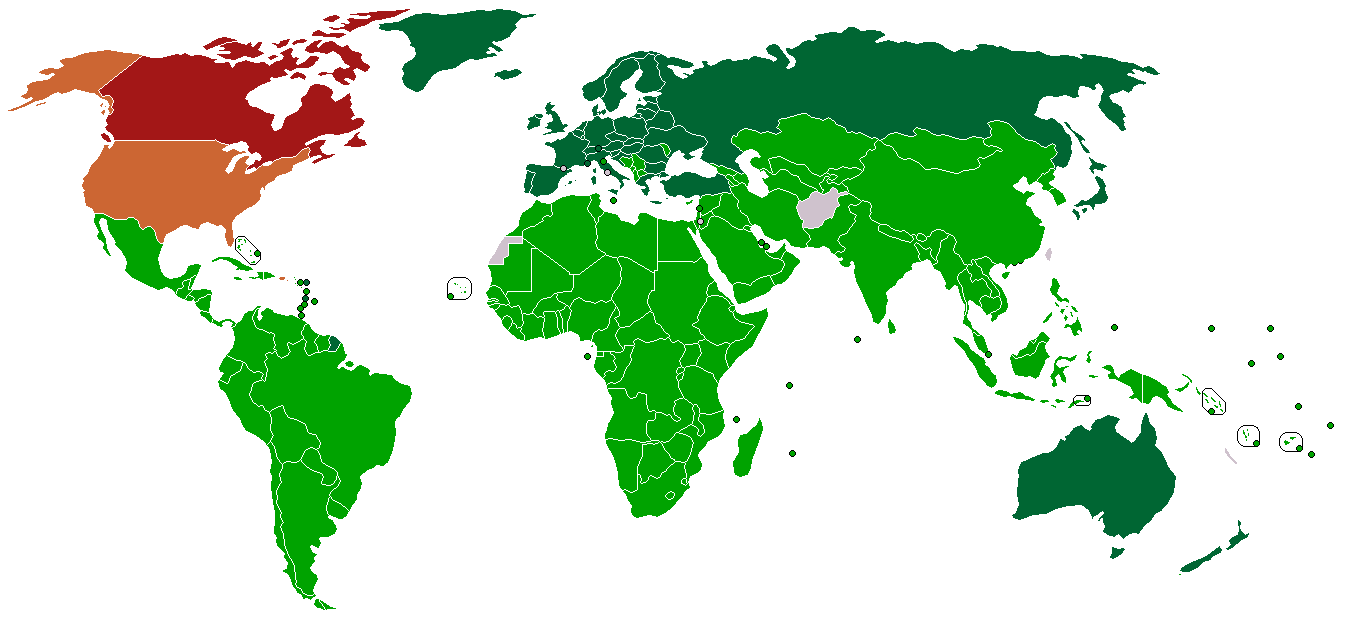
Posició dels diversos països el 2011 respecte al protocol de Kyoto.
Signat i ratificat (Annexos I i II)
Signat i ratificat
Signat però amb ratificació rebutjada
Abandonat
No posicionat

- La U.E tingué un destacat protagonisme en la signatura del Protocol de Kyoto del 1997, que plasma alguns dels acords més destacats de la Primera Cimera de la Terra, celebrada a Rio de Janeiro el 1992.

Significa un nou paradigma en la visió de dels recursos fòssils/renovables.
- Directiva 2003/87/CE del Parlament Europeu i del Consell, de 13 d'octubre del 2003, per la qual s'estableix un Règim de comerç de Drets d'Emissió de la Unió Europea de gasos amb efecte d'hivernacle.

Amb innegable influència sobre la sostenibilitat dels recursos.
- Etc.

El desajustament entre competències termina al desembre del 2005 amb l'anomenada Reunió informal de caps de govern al Palau de Hampton Court, comunicada formalment pel president el 15 del mateix mes,

on s'afirma:
La reunió del Consell d'Energia l'1 de desembre s'ha dedicat a l'aplicació del mercat interior de l'energia i la seva repercussió pràctica.
El canvi de filosofia és molt important, sent ratificat formalment amb l'entrada en vigor del Tractat de Lisboa (2007) que proporcionà la base jurídica de la qual mancava i de la qual ara disposarà com a competència compartida. Es pot destacar que, per primera vegada, en matèria de seguretat d'abastament s'introdueix amb caràcter innovador el concepte de crisi d'abastament i de les mesures solidàries per fer-hi front.
La nova estratègia política es veu immediatament reflectida en dos documents fonamentals, claus de l'estratègia actual i a mitjà termini:
- Llibre Verd de la Comissió, de 8 de març del 2006, «Estratègia europea per una energia sostenible, competitiva i segura»
- "Una política energètica per Europa". publicada per la Comissió Europea al gener del 2007.[8]

Amb aquestes referències finalitza l'establiment de les bases comunes i comença la consecució pràctica dels objectius marcats.

## Política europea
En el ja ressenyat informe del 2007 "Una política Energètica…", la UE es proposa objectius realment ambiciosos:
Provocar una nova revolució industrial i crear una economia d'alta eficiència energètica i baixa emissió de CO₂.
Per fer-ho, defineix objectius, adopta compromisos i identifica els sectors prioritaris d'actuació. En els següents apartats es realitza una breu relació dels més significatius.

## Objectius
- Seguretat d'abastament: desenvolupant una política exterior comuna i l'establiment d'un diàleg amb els estats membres i els seus socis.
- Competitivitat: De les economies europees i abastament energètic a cost assequible. Cal posar en pràctica una legislació transparent relativa al mercat interior.
- Sostenibilitat mediambiental: Reforçant el lideratge de la UE a través de l'adopció d'un pla d'acció sobre l'eficiència energètica i la continuació del desenvolupament de les energies renovables, així com la posada en pràctica del pla d'acció en matèria de biomassa

## Compromisos
En línia amb els objectius, adopta diversos compromisos que condicionen de manera sensible l'activitat dels estats membres. Destaquen:

### Compromís dels "Cinc Vints"
Abans de l'any 20 20 la UE ha d'aconseguir:
- 20% de reducció en les emissions de gasos amb efecte d'hivernacle (GEI) sobre les xifres del 1990.[10]

Sol·licita la celebració d'un acord internacional en el qual els països desenvolupats es comprometin a reduir en un 30% les seves emissions de gasos amb efecte d'hivernacle des d'ara fins al 2020
El 15 de desembre del 2011, la Comissió Europea adoptà la comunicació "Energia: Fulla de ruta per l'any 2050", on la UE es compromet abans del 2050 les emissions de gasos amb efecte d'hivernacle a un 80-95% per sota dels nivells del 1990.
- 20% de reducció en el consum d'energia, també en comparació amb el 1990, promovent una major eficiència energètica.,[11]
- 20% de l'energia primària consumida ha de procedir de fonts renovables.[12]

### Compromisos d'energies renovables en el transport.
- La Directiva 2009/28/CE i la decisió del 30 de juny del 2009 fomenten l'ús d'energies renovables.

Almenys el 10% de l'energia consumida en transport ha de ser d'origen renovable
- La Directiva 2009/30/CE, denominada "Directiva de qualitat dels carburants (FQD per les seves inicials angleses)

Abans del 31 de desembre del 2020 els subministradors han de reduir les emissions de GEH en un 10% (6% imperatiu i dos trams del 2% indicatius). Amb l'estat actual de la tecnologia sembla que l'única opció vàlida serà el consum de biocarburants.

### Compromís de reducció de consum a edificis
Els edificis existents als diversos països de la Unió Europea són el principal sector consumidor final d'energia; actualment representa el 40% del total i amb tendència expansiva.

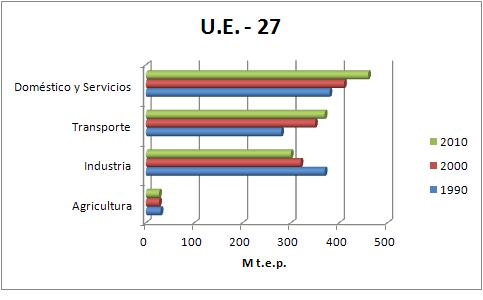
Consum final d'energia a la UE 27

Per aquest motiu, la reducció de la demanda i satisfer-la mitjançant la utilització de fonts renovables ha sigut tractada des de la dècada del 1980 per diversos actes legislatius.

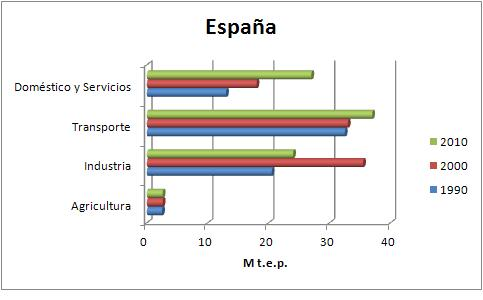
Consum final d'energia a Espanya

En particular, la Directiva 2002/91 ja estava dirigida de manera monogràfica a l'eficiència energètica dels edificis, recollint diverses disposicions disperses promulgades a l'anterior dècada. Després de diferents modificacions, tornà a realitzar-se'n una nova refosa a la Directiva 2010/31, relativa a l'eficiència energètica a edificis. Finalment, la Directiva 2012/27 sobre eficiència energètica incideix de manera particular sobre el consum energètic a edificis.
Alguns dels compromisos més notables dels dos últims textos legals mencionats a l'anterior paràgraf són:

### Directiva 2010/31 relativa a l'eficiència energètica dels edificis
- Proporciona metodologia de càlcul de l'eficiència energètica dels edificis
- Fixa requisits mínims:

Quan determinin els requisits mínims, els estats membre poden fer una distinció entre edificis nous, edificis existents i entre diferents categories d'edificis, amb la possibilitat d'exceptuar certs edificis singulars.
- Objectiu: edificis de consum d'energia gairebé nul.

A partir de 31 de desembre del 2020, tots els edificis nous han de tenir un consum d'energia gairebé nul. Els nous edificis que estiguin ocupats i que siguin propietat de les autoritats públiques han de complir els mateixos criteris després del 31 de desembre del 2018.
- Incentius comercials i barreres financeres.
- Establir sistemes de certificats d'eficiència energètica.
- Arbitrar metodologia sistemàtica pel control regular dels sistemes de calefacció i climatització.

### Directiva 2012/27 relativa a l'eficiència energètica
Tot i que de caràcter general, incideix amb precisió en el problema dels edificis. Cal destacar:
- Concreta les obligacions exemplificants de les administracions:

Obligarà els Estats membres a renovar el 3% de la superfície total d'edificis amb calefacció i/o fred ocupades pels seus propietaris del "govern central" (departaments administratius amb responsabilitats que abasten tot el territori).
- Els estats membres garantiran que les administracions centrals adquireixin només productes, serveis i edificis que tinguin un alt rendiment energètic, en la mesura que això sigui coherent amb la rendibilitat, la viabilitat econòmica, la sostenibilitat en un sentit més ample, la idoneïtat tècnica, així com una competència suficient.
- Promoure l'eficiència en la calefacció i la refrigeració.

Els estats membres haurien de dur a terme, i comunicaran a la Comissió, una "avaluació exhaustiva", abans del desembre del 2015, de l'àmbit d'aplicació de la cogeneració d'alta eficiència i la calefacció i refrigeració urbana eficients. A l'efecte d'aquesta avaluació, els estats membres haurien de dur a terme una anàlisi de cost-benefici –proposta presentada pels diputats– que cobreix el seu territori sobre la base de les condicions climàtiques, la viabilitat econòmica i la idoneïtat tècnica.
- Foment de la generació elèctrica distribuïda.

És convenient que els estats membres estimulin l'adopció de mesures i procediments per promoure les instal·lacions de cogeneració amb una potència tèrmica nominal total igual o inferior a 20 MW amb l'objectiu de fomentar la generació distribuïda d'energia.
- Els estats membres establiran una estratègia a llarg termini per mobilitzar inversions en la renovació del parc nacional d'edificis residencials i comercials, tant públic com privat.

## Sectors d'actuació prioritària
1. Energia pel creixement i l'ocupació a Europa: la plena implantació dels mercats interiors europeus de l'electricitat i el gas
2. Un mercat interior de l'energia que garanteixi la seguretat de subministrament: solidaritat entre estats membres.
3. Seguretat i competitivitat del subministrament d'energia: a la recerca d'una combinació energètica més sostenible, eficient i variada.
4. Enfocament integrat de la lluita contra el canvi climàtic.
5. Foment de la innovació: pla estratègic europeu de tecnologia energètica.
6. Cap a una política energètica exterior coherent.

## Estats membres de la UE i energia
Tot i els importants avenços assolits a l'última dècada, la política energètica comuna per tota la U.E. presenta notables clarobscurs.
D'una banda, existeix plena autonomia dels estats membres en l'elecció dels recursos primaris, en particular per la generació d'electricitat, per exemple: la qüestió nuclear suscita fortes divergències entre els components de la UE, o el problema de la intercomunicació elèctrica o gasista, molt diferent entre el centre i la perifèria europea. En consonància amb això, el Tractat de Lisboa especifica que:
:Les decisions de la Unió Europea no afectaran l'elecció per un estat membre entre diferents fonts d'energia ni l'estructura general del seu abastament energètic.
En contrast amb la independència mencionada a l'anterior paràgraf, els estats membres han acceptat cedir part de la seva autonomia pel bé de la integració. Així, els estats membres han de respectar un gran nombre d'acords comunitaris informant periòdicament sobre els fets més significatius. Entre altres:
- Les normes de qualitat dels carburants es determinen de manera centralitzada pel CEN
- Presentar els Plans d'acció nacionals d'eficiència energètica segons allò que estableix la Directiva sobre serveis energètics.
- Presentar els Plans d'acció nacionals en matèria d'energia renovable segons la Directiva de foment d'ús d'energies renovables.
- Establir pautes comunes en matèria de sostenibilitat de les energies renovables
- Presentar els Plans a 10 anys pel que fa a infraestructures de connexió, segons la legislació relativa al mercat interior d'electricitat i de gas.
- Informar de les inversions o desinversions en projectes d'energia, segons la proposta de revisió del Reglament (CE) 736/96
- Acceptar les propostes europees de reducció de les emissions de gasos amb efecte d'hivernacle, notificant les emissions de CO₂ en relació amb la Directiva sobre comerç d'emissions.

## Observació final
La UE genera un enorme volum de documentació de tota mena, amb certa malevolència hi ha múltiples referències a la burocràcia de Brussel·les, per la qual cosa resulta dificultós, fins i tot pels professionals, mantenir-se actualitzat. Aquesta complicació s'incrementa notablement per la coexistència de les normatives dels estats membres.
És recomanable dirigir-se a la mateixa informació comunitària, si cal del país afectat, fixant-se especialment en la data dels documents consultats.